# Diabrotica underwoodi
Diabrotica underwoodi es una especie de insecto coleóptero de la familia Chrysomelidae.
Fue descrita científicamente en 1911 por Bowditch.